# گلن باکستن
گلن باکستن (انگلیسی: Glen Buxton; ۱۰ نوامبر ۱۹۴۷ – ۱۹ اکتبر ۱۹۹۷) موسیقی‌دان اهل ایالات متحده آمریکا بود.